# Baketmut
Baketmut (b3k.t-mwt, "serventa de Mut") va ser una princesa egípcia de la XIX Dinastia. Era la segona filla del faraó Ramsès II.
| G15 | G29 | X1 | B1 |

| G15 | G29 | X1 | B1 |

La seva estàtua es troba als peus d'un dels colossos del seu pare al Gran Temple d'Abu Simbel. Hi apareix representada com una adulta, amb un ureu al cap. També està representada a l'interior del temple, en una processó de les nou filles grans del faraó; ocupa el segon lloc de la fila, per darrere de Bintanath.
S'ha proposat que la seva mare fos la reina Nefertari, tot i que no apareix enlloc que hagués estat així; Baketmut no apareix a la façana del petit temple d'Abu Simbel, que va ser construït per a Nefertari i decorat amb estàtues de prínceps i princeses que probablement eren els seus fills.
No se sap on va ser enterrada.